# ボーロマラーチャーマハープッターンクーン
ボーロマラーチャーマハープッターンクーン王（？ - 1533年）はタイのアユタヤ王朝の王の一人。父の後をついで王になったが、4年後、天然痘に罹り死亡した。